# Ió (Eurípides)

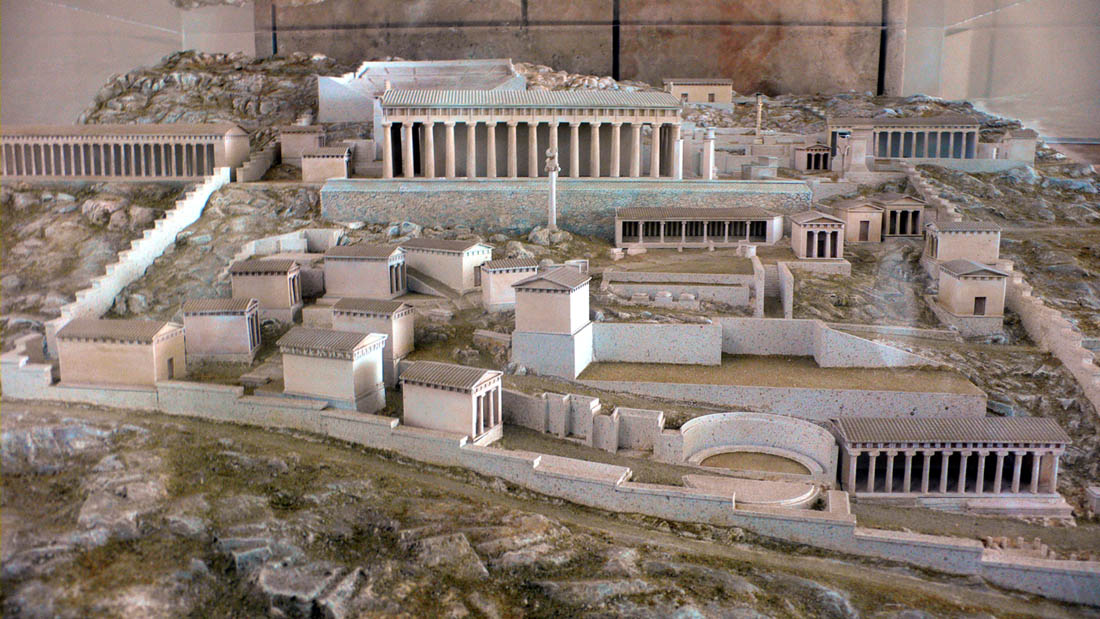
Maqueta del santuari de Delfos

Ió (Ίων) és una de les tragèdies d'Eurípides datada a l'entorn dels anys 413-412 aC.

## Personatges
- Hermes
- Ió
- Cor de serventes
- Creüsa
- Xutos
- Un ancià
- Un servent
- Una sacerdotessa de Delfos
- Atena

## Argument
Apol·lo sedueix i deixa Creüsa prenyada, filla d'Erecteu. Creüsa abandona el seu fill, Ió, als peus de l'Acròpolis, queixant-se de la injúria del déu per deixar-la amb el nen abandonada.
Hermes traslladà el nen a Delfos, on fou criat per la sacerdotessa, i fou així servent del temple. Creüsa es casà amb Xutos, com a premi a aquest per lluitar al costat dels atenesos, però aquest matrimoni no va tenir fills, i és per això que acudeixen a Delfos a demanar consell.
L'oracle assegura a Xutos que Ió és el seu fill. Posteriorment, descobreix que és fill de Creüsa i aleshores Atena li revela que és fill d'Apol·lo.
Xutos va viure pensant que era el seu fill. Ió serà rei d'Atenes; Xutos i Creüsa tindran dos fills: Doros i Aqueu.